# Ferrari F1/87
O F1/87 e F187/88C foram os modelos da Ferrari nas temporadas de 1987 e 1988 da Fórmula 1 respectivamente. Condutores: Michele Alboreto e Gerhard Berger.
O F1/87 teve dificuldades na primeira metade da temporada de 1987, já na segunda metade com melhorias aerodinâmicas passou a ser tão bom quanto a fortíssima Williams FW11B, e acabou vencendo as duas últimas provas da temporada: Japão e Austrália, e isso aumentou muito as perspectivas para a temporada de 1988. Seu motor tinha potência entre 800 HP (corridas) e 980 HP (treinos). Já na temporada de 1988, o F187/88C não conseguiu repetir a boa performance das últimas duas provas do campeonato, porque as McLarens MP4/4 comandaram a temporada vencendo 15 da 16 provas. Apenas uma prova o time branco e vermelho não ganhou e foi no GP da Itália, que caiu no colo de Gerhard Berger.

## Resultados[1][2]
(legenda) (em negrito indica pole position e itálico volta mais rápida)
| Ano  | Chassi   | Motor                 | Pneus | N° | Pilotos          | 1   | 2   | 3   | 4   | 5   | 6   | 7   | 8   | 9   | 10  | 11  | 12  | 13  | 14  | 15  | 16  | Pontos | Posição |  |
| ---- | -------- | --------------------- | ----- | -- | ---------------- | --- | --- | --- | --- | --- | --- | --- | --- | --- | --- | --- | --- | --- | --- | --- | --- | ------ | ------- |  |
|      |          |                       |       |    |                  |     |     |     |     |     |     |     |     |     |     |     |     |     |     |     |     |        |         |  |
|      |          |                       |       |    |                  | BRA | SMR | BEL | MON | USE | FRA | GBR | GER | HUN | AUT | ITA | POR | ESP | MEX | JAP | AUS |        |         |  |
| 1987 | F1/87    | Ferrari 033D V6 turbo | G     | 27 | Michele Alboreto | 8†  | 3   | Ret | 3   | Ret | Ret | Ret | Ret | Ret | Ret | Ret | Ret | 15† | Ret | 4   | 2   | 53     | 4°      |  |
| 1987 | F1/87    | Ferrari 033D V6 turbo | G     | 28 | Gerhard Berger   | 4   | Ret | Ret | 4   | 4   | Ret | Ret | Ret | Ret | Ret | 4   | 2   | Ret | Ret | 1   | 1   | 53     | 4°      |  |
|      |          |                       |       |    |                  |     |     |     |     |     |     |     |     |     |     |     |     |     |     |     |     |        |         |  |
|      |          |                       |       |    |                  | BRA | SMR | MON | MEX | CAN | USE | FRA | GBR | GER | HUN | BEL | ITA | POR | ESP | JAP | AUS |        |         |  |
| 1988 | F187/88C | Ferrari 033E V6 turbo | G     | 27 | Michele Alboreto | 5   | 18† | 3   | 4   | Ret | Ret | 3   | 17† | 4   | Ret | Ret | 2   | 5   | Ret | 11  | Ret | 65     | 2°      |  |
| 1988 | F187/88C | Ferrari 033E V6 turbo | G     | 28 | Gerhard Berger   | 2   | 5   | 2   | 3   | Ret | Ret | 4   | 9   | 3   | 4   | Ret | 1   | Ret | 6   | 4   | Ret | 65     | 2°      |  |

† Completou mais de 90% da distância da corrida.